# なんなんなあに
『なんなんなあに』は、NHK教育テレビジョンで1989年4月4日から1992年3月9日まで放送されていた小学校1年生向けの学校放送（教科：理科）である。1960年4月4日から1989年3月14日まで『理科教室 小学校1年生〜なんなんなあに〜』（りかきょうしつ しょうがっこういちねんせい なんなんなあに）と題して放送されていた。

## 放送時間
いずれも日本標準時、別の時間帯での再放送あり。また、学校が長期休暇に入る時期には放送時間を変更していた。
| 期間                          | 放送時間                                             |
| ----------------------------- | ---------------------------------------------------- |
| 1960年4月4日 - 1961年3月13日  | 月曜日 10:40 - 11:00                                 |
| 1961年4月11日 - 1964年3月17日 | 火曜日 11:00 - 11:15                                 |
| 1964年4月6日 - 1969年3月17日  | 月曜日 11:00 - 11:20                                 |
| 1969年4月14日 - 1982年3月15日 | 月曜日 10:45 - 11:00                                 |
| 1982年4月6日 - 1990年3月13日  | 火曜日 09:00 - 09:15 1982年3月までは再放送枠だった。 |
| 1990年4月2日 - 1992年3月9日   | 月曜日 11:15 - 11:30                                 |

## キャスト
| 期間      | 期間      | 出演者                           | キャラクター                  | キャラクター                  | キャラクター                    |
| --------- | --------- | -------------------------------- | ----------------------------- | ----------------------------- | ------------------------------- |
| 1960年4月 | 1961年3月 | 宮下正美                         |                               |                               |                                 |
| 1961年4月 | 1962年3月 | 足立寿美                         |                               |                               |                                 |
| 1962年4月 | 1971年3月 | 山田早苗                         |                               |                               |                                 |
| 1971年4月 | 1973年3月 | 川島育恵                         |                               |                               |                                 |
| 1973年4月 | 1976年3月 | 伊東静子                         | ミルちゃん （声：山本圭子）   | キクちゃん （声：高坂真琴）   |                                 |
| 1976年4月 | 1978年3月 | 西真澄                           | ミルちゃん （声：山本圭子）   | キクちゃん （声：高坂真琴）   |                                 |
| 1978年4月 | 1981年3月 | 毛利耕佑                         | ミルちゃん （声：清水マリ）   | キクちゃん （声：小沢かおる） | ナンダロウくん （声：山本圭子） |
| 1981年4月 | 1985年3月 |                                  | ミルちゃん （声：清水マリ）   | キクちゃん （声：小沢かおる） | ナンダロウくん （声：山本圭子） |
| 1985年4月 | 1987年3月 | どんとのおじさん（キートン山田） | やったくん （声：向殿あさみ） | めるちゃん（声：三浦雅子）    | めるちゃん（声：三浦雅子）      |
| 1987年4月 | 1992年3月 | のっくちゃん（山田信子）         | やったくん （声：向殿あさみ） | めるちゃん（声：室井深雪）    | めるちゃん（声：室井深雪）      |

## スタッフ
- 人形美術 - 友永詔三
- CG - 中島輿

## テーマ曲
- 1959年4月 - 1985年3月:「なんなんなあに」[11]
- 1985年4月 - 1992年3月:多摩少年少女合唱団「理科教室小学校1年テーマ」[12]

## この番組のカラー放送について
1960年度は、NHKにカラーVTRも同年2月に初めて導入され、同年秋にカラー放送が実験放送から本放送になることを見据え(結果的には同年9月10日に本放送開始)、カラーによるVTR収録にて番組が制作されていた。

カラー本放送が開始される1960年9月10日以前については、月曜日の本放送については白黒で、カラー実験放送を行っていた東京地域のみ、その3日後の木曜日のその枠にて、カラーで再放送していた。その本放送開始後の同年9月12日放送分から、月曜日の本放送がカラー化されたのを機に、前述の再放送枠は廃止された。

しかし、年度最後の放送である翌1961年の3月13日放送の「もうすぐ2年生」で、一旦カラーでの制作・放送を終了し、翌月から新しい年度に入る同年4月11日放送「さくらさくら」からはモノクロ放送となり、それは、1967年度の最後の放送である、1968年3月18日放送「もうすぐ2年生」まで続いた。

しかしこの頃辺りから、テレビ業界は、番組のカラー化が進んだこともあり、1968年度最初の放送である同年4月8日「ちゅうりっぷ」からは、本格的にカラー放送となった。

## パロディなど
- 伝染るんです。 - 作中で本番組のめるちゃんとやったくんが怖いとネタにされる。
- ダウンタウンのごっつええ感じ - パロディ実験コント「なんなんなあに何太郎君」を放送。松本演じる何太郎君が本番組1984年度以前使用の主題歌を歌った。